# Венера-9

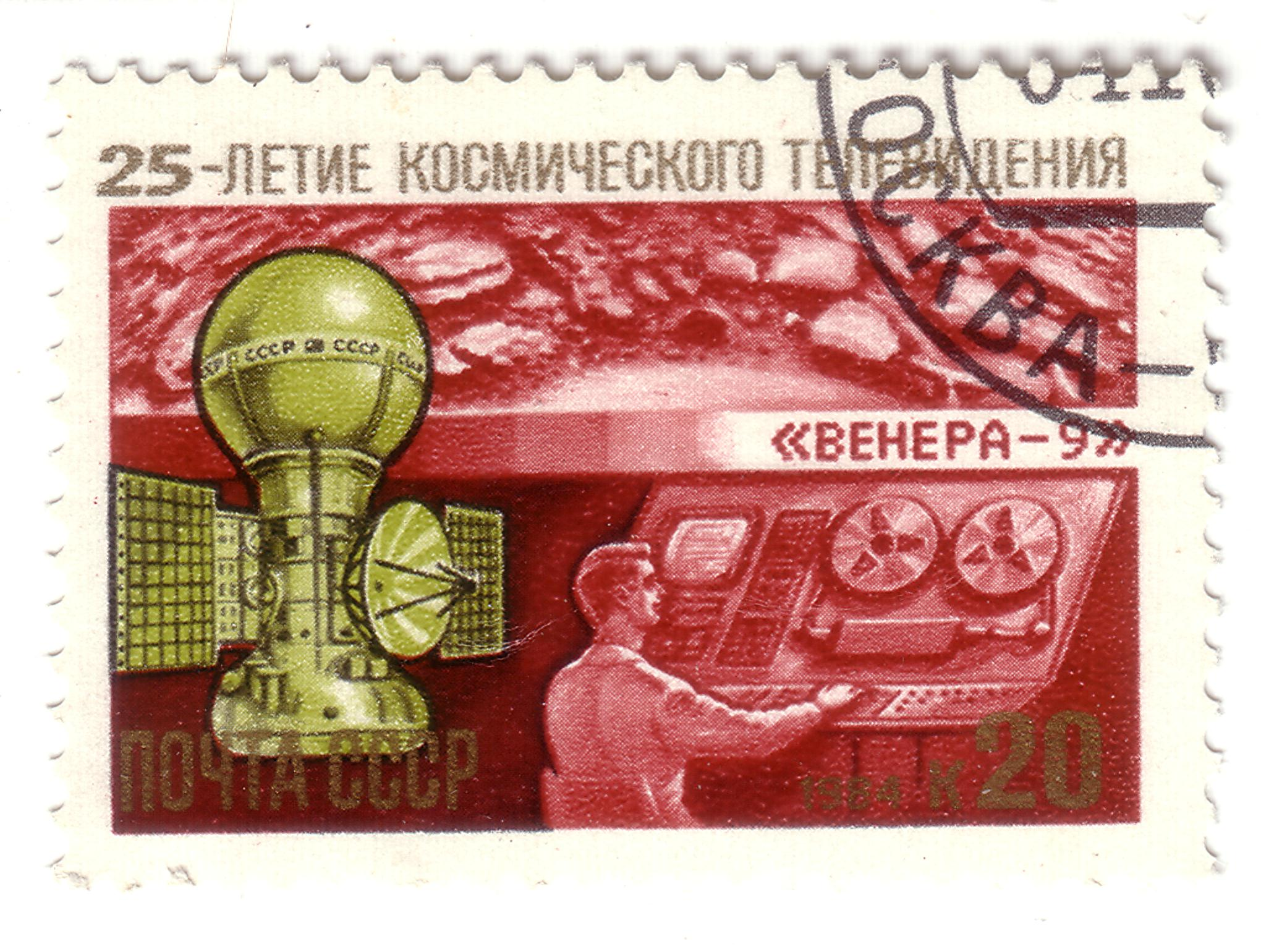
Почтовая марка СССР «25-летие космического телевидения» с изображением КА «Венера-9»

«Венера-9» — автоматическая межпланетная станция (АМС) СССР, предназначенная для изучения Венеры в рамках программы «Венера».
Однотипна с АМС «Венера-10» и запускалась с ней параллельно. Поэтому их полёты и приземления порой рассматриваются как единая миссия.
«Венера-9» запущена 8 июня 1975 года с помощью ракеты-носителя «Протон-К» с разгонным блоком ДМ.
Посадка на поверхность Венеры 22 октября 1975 года, связь со спускаемым аппаратом поддерживалась 53 минуты. Были получены первые в мире панорамные изображения, переданные с поверхности другой планеты. Впервые были проведены измерения скорости ветра на поверхности планеты. Первый в мире искусственный спутник Венеры.

## Технические данные
АМС «Венера-9» включает собственно космический аппарат (КА) и спускаемый аппарат (СА). Масса аппарата 4936 кг; масса СА с теплозащитным корпусом 1560 кг. Основной силовой элемент КА — блок баков, на нижнем днище которого закреплены ракетный двигатель и охватывающий его приборный отсек в форме тора.
В верхней части КА находится переходник для крепления СА. В приборном отсеке размещены системы управления, терморегулирования и др. СА имеет прочный корпус сферической формы (рассчитан на внешнее давление 10 МПа), покрытый внешней и внутренней теплоизоляцией.
В верхней части к СА крепится аэродинамическое тормозное устройство, в нижней — торовое посадочное устройство. В СА установлены приборы радиокомплекса, оптико-механического ТВ устройства, аккумулятор, блоки автоматики, средства терморегулирования, научные приборы. СА помещен внутри теплозащитного корпуса сферической формы (диаметр 2,4 м), защищающего его от высоких температур на всём участке торможения.

## Состав научной аппаратуры
КА оснащён комплексом научной аппаратуры, включающим:
- две оптико-механические УФ телекамеры для исследования динамики облаков;
- фотометр на линию Лайман-альфа H/D;
- детектор Черенкова[2].

СА оснащён комплексом научной аппаратуры, включающим:
- панорамный телефотометр для изучения оптических свойств и получения изображения поверхности в месте посадки (телефотометров на спускаемом аппарате было два, но на «Венере-9» не открылись крышка у одного из телефотометров, хотя сама камера работала исправно);
- фотометр ИОВ-75 для измерения световых потоков в пяти спектральных интервалах по трем направлениям (из верхней полусферы, из зенита и снизу под углом 23° к вертикали)[3];
- фотометр для измерения яркости атмосферы в инфракрасном спектре и определения химического состава атмосферы методом спектрального анализа;
- датчики давления и температуры;
- акселерометры для измерения перегрузок на участке входа в атмосферу;
- масс-спектрометр для измерения химического состава атмосферы на высотах 63—34 км;
- анемометр (прибор ИСВ) для определения скорости ветра на поверхности планеты[3];
- гамма-спектрометр для определения содержания естественных радиоактивных элементов в венерианских породах;
- радиационный плотномер для определения плотности грунта в поверхностном слое планеты.

## Полёт
В полёте «Венера-9» было проведено две коррекции траектории. За двое суток до подлёта к Венере от КА был отделён СА.
После отделения СА космический аппарат был переведен на пролётные траектории, а затем выведен на орбиту искусственного спутника Венеры с периодом ~ 48 часов. Для передачи научной информации была реализована необходимая баллистическая схема, обеспечившая требуемое пространство, взаимное положение КА и СА. Информация, полученная СА, передавалась на свой КА, ставший к этому времени искусственным спутником Венеры, и ретранслировалась на Землю.
Искусственные спутники позволили получить телевизионные изображения облачного слоя, распределение температуры по верхней границе облаков, спектры ночного свечения планеты, провести исследования водородной короны, многократное радиопросвечивание атмосферы и ионосферы, измерение магнитных полей и околопланетной плазмы. Большое внимание привлекло обнаружение гроз и молний в слое облачности на планете.

### Посадка на Венеру
Спускаемый аппарат вошёл в атмосферу планеты под углом 20—23°.
После аэродинамического торможения осуществлялся спуск на парашюте в течение 20 мин (для проведения исследования облачного слоя), затем парашют был сброшен и осуществлён быстрый спуск.
СА совершил мягкую посадку 22 октября 1975 на северо-восточном склоне области Бета, невидимую в это время с Земли освещенную сторону Венеры, в точке с координатами: 31°01′ с. ш. 291°38′ в. д. / 31,01° с. ш. 291,64° в. д.. Связь со спускаемым аппаратом поддерживалась 53 минуты.
В ходе спуска проводились измерения атмосферы, которые сразу же передавались на орбитальный аппарат. Высокая плотность нижних слоёв атмосферы планеты позволяла осуществить относительно мягкую посадку, с сохранением работоспособности аппарата, используя в качестве тормоза только жёстко закрепленное коническое аэродинамическое тормозное устройство и сопротивление самой конструкции.

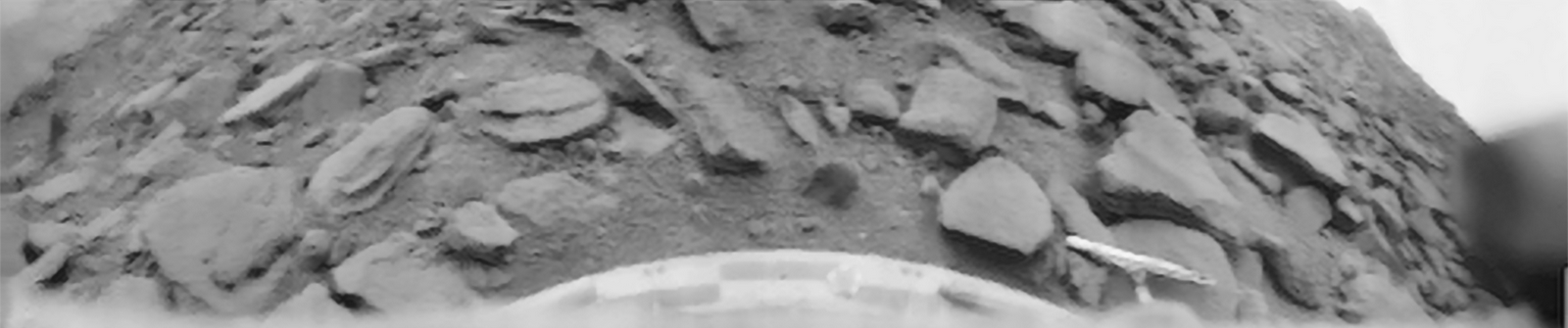
Первое в истории фото поверхности Венеры

Через 2 минуты после посадки начиналась передача телевизионной панорамы. Это были первые в мире изображения, переданные с поверхности другой планеты. Изображение получалось в видимых лучах. Место посадки представляло собой россыпь довольно крупных камней.
Измерения плотности поверхностных пород и содержания в них естественных радиоактивных элементов: плотность близка к 2,8 г/см³, а по уровню содержания радиоактивных элементов можно было заключить, что эти породы близки по составу к базальтам.
Измерение освещенности у поверхности показали что 5—10 % солнечной энергии достигает поверхности планеты в виде излучения, рассеянного облаками.
На высоте около 1 м от поверхности был обнаружен ветер со скоростью 0,5—1 м/с, незначительно меняющийся от средней величины.
Исследования динамики облаков, с 26.10 по 25.12 1975 года. Панорамы (одним или двумя сканерами) снимались в 17 проходах близ перигесперия.

## Венерианские окрестности аппарата «Венера-9»
Главный научный сотрудник Института космических исследований РАН Л. В. Ксанфомалити обработал фотоснимки, полученные аппаратом «Венера-9», и предположил, что объекты, увиденные им в результате обработки, гипотетически могут быть свидетельством наличия на Венере внеземной жизни.